# Aleksandr Konstantinovič Benkendorf
Aleksandr Konstantnovič Benkendorf (in russo Александр Константинович Бенкендорф?, in tedesco Alexander Philipp Konstantin Ludwig Graf von Benckendorff; Berlino, 1º agosto 1849 – Londra, 11 gennaio 1917) è stato un diplomatico russo.

## Biografia
Era figlio di Louise de Croÿ e di Konstantin Konstantinovič von Benckendorff, uno dei figli del generale e diplomatico russo Konstantin Christoforovič von Benckendorff. Studiò in Francia ed in Germania.
Iniziò la carriera diplomatica nel 1869 e prestò servizio a Firenze e poi a Roma. Nel 1879 sposò Sof'ja Šuvalova e ne ebbe diversi figli, uno dei quali cadde sul fronte prussiano nella prima guerra mondiale.
Dal 1886 al 1897 fu primo segretario dell'ambasciata russa a Vienna e dal 1897 al 1903 ambasciatore russo in Danimarca.
Nel 1903 divenne ambasciatore alla Corte di San Giacomo e conservò la carica fino alla morte. Il 24 luglio 1905 controfirmò a Väddö och Björkö, un'isoletta nel golfo di Finlandia, il trattato russo-tedesco di Björkö. Fu fautore, nel 1907, dell'accordo anglo-russo per l'Asia, prodromo della futura Triplice intesa che, con l'adesione della Francia, fu decisiva negli assetti internazionali della prima guerra mondiale.
Alla sua morte la salma venne inumata nella cattedrale di Westminster, che egli frequentava settimanalmente. Benkendorf si era infatti convertito al cattolicesimo dal luteranesimo.
Nonostante parlasse correntemente il francese (ai tempi lingua della diplomazia e dell'aristocrazia, largamente usata anche alla corte zarista), il tedesco, l'italiano e l'inglese, si dice che non scrivesse né leggesse il russo e, benché capisse la lingua parlata, non fosse nemmeno in grado di parlarlo lui stesso.

## Ascendenza
|                                              |                                                          |                                                          | Genitori                                              |  |  | Nonni |  |  | Bisnonni                         |  |  | Trisnonni                 |  |
|                                              |                                                          |                                                          |                                                       |  |  |       |  |  | Christopher Ivanovič Benkendorff |  |  | Ivan Ivanovič Benkendorff |  |
|                                              |                                                          |                                                          |                                                       |  |  |       |  |  | Christopher Ivanovič Benkendorff |  |  | Ivan Ivanovič Benkendorff |  |
|                                              |                                                          | Sophia Elizabeth von Löwenstern                          |                                                       |  |  |       |  |  | Christopher Ivanovič Benkendorff |  |  |                           |  |
| Konstantin Christoforovič Benkendorff        |                                                          |                                                          |                                                       |  |  |       |  |  | Christopher Ivanovič Benkendorff |  |  |                           |  |
|                                              |                                                          | Anna Julianne Schelling von Kanstadt                     | Carl Friedrich Schilling von Canstatt                 |  |  |       |  |  |                                  |  |  |                           |  |
|                                              |                                                          | Anna Julianne Schelling von Kanstadt                     | Carl Friedrich Schilling von Canstatt                 |  |  |       |  |  |                                  |  |  |                           |  |
|                                              |                                                          | Anna Julianne Schelling von Kanstadt                     | Regina Luisa von Bernerdin zum Pernthurn              |  |  |       |  |  |                                  |  |  |                           |  |
| Konstantin Konstantinovič Benckendorff       |                                                          | Anna Julianne Schelling von Kanstadt                     |                                                       |  |  |       |  |  |                                  |  |  |                           |  |
|                                              |                                                          | Maksim Maksimovič Alopeus                                | Maunu Alopeus                                         |  |  |       |  |  |                                  |  |  |                           |  |
|                                              |                                                          | Maksim Maksimovič Alopeus                                | Maunu Alopeus                                         |  |  |       |  |  |                                  |  |  |                           |  |
|                                              |                                                          | Maksim Maksimovič Alopeus                                | Marie Kristiina                                       |  |  |       |  |  |                                  |  |  |                           |  |
| Natalya Maksimovna Alopeus                   |                                                          | Maksim Maksimovič Alopeus                                |                                                       |  |  |       |  |  |                                  |  |  |                           |  |
|                                              |                                                          | Johanna Hedvig Sophie Luise von Quast                    | Johann Adolf Friedrich von Quast                      |  |  |       |  |  |                                  |  |  |                           |  |
|                                              |                                                          | Johanna Hedvig Sophie Luise von Quast                    | Johann Adolf Friedrich von Quast                      |  |  |       |  |  |                                  |  |  |                           |  |
|                                              |                                                          | Johanna Hedvig Sophie Luise von Quast                    | Johanna Elisabeth von Diest                           |  |  |       |  |  |                                  |  |  |                           |  |
| Aleksandr Konstantinovič Benkendorff         |                                                          | Johanna Hedvig Sophie Luise von Quast                    |                                                       |  |  |       |  |  |                                  |  |  |                           |  |
|                                              | Auguste-Louis-Philippe-Emmanuel de Croÿ, IX duca di Croÿ | Anne-Emmanuel de Croÿ, VIII duca di Croÿ                 |                                                       |  |  |       |  |  |                                  |  |  |                           |  |
|                                              | Auguste-Louis-Philippe-Emmanuel de Croÿ, IX duca di Croÿ | Anne-Emmanuel de Croÿ, VIII duca di Croÿ                 |                                                       |  |  |       |  |  |                                  |  |  |                           |  |
|                                              | Auguste-Louis-Philippe-Emmanuel de Croÿ, IX duca di Croÿ | Auguste Friederike zu Salm-Kyrburg                       |                                                       |  |  |       |  |  |                                  |  |  |                           |  |
| Philippe-François-Bernard-Victurnien de Croÿ | Auguste-Louis-Philippe-Emmanuel de Croÿ, IX duca di Croÿ |                                                          |                                                       |  |  |       |  |  |                                  |  |  |                           |  |
|                                              |                                                          | Anne-Victurnienne-Henriette de Rochechouart de Mortemart | Victurnien-Jean-Baptiste de Rochechouart de Mortemart |  |  |       |  |  |                                  |  |  |                           |  |
|                                              |                                                          | Anne-Victurnienne-Henriette de Rochechouart de Mortemart | Victurnien-Jean-Baptiste de Rochechouart de Mortemart |  |  |       |  |  |                                  |  |  |                           |  |
|                                              |                                                          | Anne-Victurnienne-Henriette de Rochechouart de Mortemart | Anne-Catherine-Gabrielle d'Harcourt                   |  |  |       |  |  |                                  |  |  |                           |  |
| Louise de Croÿ                               |                                                          | Anne-Victurnienne-Henriette de Rochechouart de Mortemart |                                                       |  |  |       |  |  |                                  |  |  |                           |  |
|                                              |                                                          | Konstantin zu Salm-Salm                                  | Maximilian zu Salm-Salm                               |  |  |       |  |  |                                  |  |  |                           |  |
|                                              |                                                          | Konstantin zu Salm-Salm                                  | Maximilian zu Salm-Salm                               |  |  |       |  |  |                                  |  |  |                           |  |
|                                              |                                                          | Konstantin zu Salm-Salm                                  | Ludovika von Hesse-Rheinfels-Rotenburg                |  |  |       |  |  |                                  |  |  |                           |  |
| Johanna Wilhelmine Auguste zu Salm-Salm      |                                                          | Konstantin zu Salm-Salm                                  |                                                       |  |  |       |  |  |                                  |  |  |                           |  |
|                                              |                                                          | Maria Walburga von Sternberg-Manderscheid                | Franz Christian von Sternberg-Manderscheid            |  |  |       |  |  |                                  |  |  |                           |  |
|                                              |                                                          | Maria Walburga von Sternberg-Manderscheid                | Franz Christian von Sternberg-Manderscheid            |  |  |       |  |  |                                  |  |  |                           |  |
|                                              |                                                          | Maria Walburga von Sternberg-Manderscheid                | Augusta Leopoldine von Manderscheid-Blankenheim       |  |  |       |  |  |                                  |  |  |                           |  |
|                                              |                                                          | Maria Walburga von Sternberg-Manderscheid                |                                                       |  |  |       |  |  |                                  |  |  |                           |  |